# Chloroclystis xanthocomes
Syncosmia xanthocomes là một loài bướm đêm trong họ Geometridae.